# خوسيه مانويل دياز
خوسيه مانويل دياز (بالإسبانية: José Manuel Díaz Fernández)‏ (30 أغسطس 1968 في إسبانيا - ) هو مدرب كرة قدم ولاعب كرة قدم إسباني في مركز الهجوم. لعب مع نادي خيتافي.

## وصلات خارجية
- خوسيه مانويل دياز على موقع قاعدة بيانات كرة القدم.إي يو (الإنجليزية)